# Franko-vlámská škola
Pojmem franko-vlámská škola se v dějinách hudby označuje styl renesanční polyfonie 15. a 16. století vycházející z burgundských kořenů i skladatelé, kteří ho používali. 

## Vymezení pojmu
Jde o ustálený, nicméně spíše přibližný pojem. Geografické vymezení na Francii a Vlámsko není zcela přesný ani dostatečný. V minulosti se používala další různá označení této epochy, např. nizozemská hudba, burgundská hudební epocha, nizozemské školy, franko-vlámská epocha ad., nicméně tato označení opomíjejí významné přínosy z prostředí dalších tehdejších Anglie, Itálie či německých zemí. Označení nizozemská hudba používali mj. muzikologové jako Rafael Georg Kiesewetter, či Joseph Fétis.
Tutéž epochu by však bylo možné označit také jako dobu hudební renesance

## Rozdělení podle epoch
Franko-vlámská škola se rozděluje do generací:
- První generaci (asi 1420–1450), zvanou též Burgundská škola, tvoří především Guillaume Dufay, Gilles Binchois
- Druhou generaci (1450–1485) reprezentuje Johannes Ockeghem a Antoine Busnois
- Třetí generaci (1480–1520) Jacob Obrecht, Heinrich Isaac, Josquin Desprez, či Pierre de La Rue
- Čtvrtou generaci (1520–1560) Nicolas Gombert, Adriaen Willaert a Jacobus Clemens non Papa
- Pátou generaci (1560–1600) Orlando di Lasso a Philippe de Monte.

V té době již se franko-vlámský styl rozšířil po celé Evropě a zároveň se v Itálii připravovala stylová změna směrem k baroku.